# Ођила
Ођила је музичка група из Србије.

## Историјат
Ођила је основана у октобру 1983. године. Од самог почетка Ођила је препознатљива по свом јединственом репертоару ромске музике која се ослања на традицију театра Ромен из Москве и музику из филмова Цигани лете у небо и Моја слатка умиљата звер.
Групу су основали Игор Дуњић, Слободан Симоновић, Сања Узелац и Даворка Боснић 1983 године. Убрзо потом им се придружује Борис Николић, а 1988 Андреј Стефановић и Никола Диклић 1989. Ипак, време доноси нове промене и изазове за групу, како на личном тако и на професионалном плану. Брак и рођење детета Даше и Николе, као и компликована ситуација у земљи, их је раздвојила,  тако што Игор одлази у Холандију( где остаје до 2011 године; Сања, Бобан, Борис и Андреј оснивају групу "Романо4"(1990) а Даша и Никола (1991) настављају рад групе "Ођила" до 1995 у Југославији, да би се наставио у Италији ("Ogila") негујући препознатљив стил, извођења руско циганске музике, који су давних година утемељили, а у сарадњи с многобројним и врхунским музичарима различитих културних и националних припадности. За собом остављају траг кроз многобројне концерте, телевизијске наступе и фестивале, све  до 2000-те године, када се, опет због рођења Дашиног детета, прекида рад групе, на неко време. Никола се окреће позоришту и фестивалима у Италији и Данској, а Дашиним повратком у Србију, поново се окупљају "стари" чланови групе(osim Igora Dunjića) и од 2007 до данас, развијају каријеру, кроз наставак концертних активности на територији бивших југословенских република.

## Наступи
Бенд Ођила је наступао широм бивше Југославије, по Европи, Далеком истоку (Јужна Кореја и Сингапур), Северној Америци (Канада). Често су овај београдски бенд у медијима били представљали као аутентични цигански бенд из Москве.
Ођила је прва естрадна група која је одржала концерт на Коларцу, у сали која је традиционално резервисана за извођење класичне музике, и први музички састав који је имао концерт у мариборском позоришту од њеног оснивања у 19. веку.
Бенд је 1988. године био представник Југославије на светском фестивали ромске музике у Лондону .
Од 1993 године у дворанама Коларац, СНП у Новом Саду, Универзална Дворана Скопје, извођена је "Циганска Фантазија", у режији Стеве Жигона, а у сарадњи са еминентним музичарима и уметницима нашег глумишта  и  настављеном сарадњом с песником Јованом Николићем Јофом. У Италији запаженији концерти су били у Teatro Ghione, на фестивалима: Livorno, Community play Amandola, Macerata, фестивалу "Festa della Musica" - Lent Maribor, opet Skopje...
Након 2007 године, искуство које су стекли чланови групе, на својим личним путевима, доприноси ренесанси и новом узлету групе, лишеном потребе за доказивањем и престижом. Нижу се концерти од Коларчевог Народног Универзитета, Сава центра, Лисинског,  Унион дворане у Марибору и многи други. Сањају и стварају своју замишљену причу, која, док је даха у њиховим грудима, постоји.

## Филмографија и дискографија
У периоду између 1983, од оснивања, па до 1990. године бенд је издао три албума, од којих два у златном тиражу. На трећем албуму је музика из филмова у којима је бенд учествовао не само песмом већ и глумом:„Тамна страна сунца (Бред Пит у главној улози), Други човек, Осми дан у недељи (Даворка Даша Боснић из Ођиле у главној улози)“.
1. Ођила (1984)
2. Ођила (1988)
3. Ођила - музика из филмова ( 1989) филм "Осми дан у недељи"  Божидара Николића, по сценарију Жељка Мијановића
4. Ођила - Ciganska Fantazija (1994), ( Ogila - Fantasia Tzigana, Dascia e Nikola /компилација 1996)
5. Ođila in Nederland ( 2003 ) (  Игор ,  уз Гордану Свиларевић и Романо)

Такође су учествовали у позоришној представи Летимо, срешћемо се у режији Стеве Жигона у којој су чланови групе и глумили и певали.

## Признања и награде
Ођила је побрала доста признања од којих су најзначајнији Орфеј за најбољу плочу по избору ЈРТ-а и награду за најбољу песму (Солнишко) у оквиру такмичења за најбољи радио снимак ромске музике у Европи.